# The Submission of Emma Marx
The Submission of Emma Marx è una serie pornografica statunitense interpretata da Penny Pax e Richie Calhoun, diretto da Jacky St. James e prodotto da New Sensations.
Ispirato al romanzo Cinquanta sfumature di grigio, ha ottenuto il riconoscimento come miglior film a tema BDSM agli AVN Awards del 2014 e come miglior film agli XRCO Awards. Dopo una prima stagione, ha avuto diversi seguiti quali The Submission of Emma Marx: Boundaries, The Submission Of Emma Marx: Exposed  e The Submission of Emma Marx IV: Evolved Complessivamente i quattro film hanno incassato 11 AVN Awards, 5 XBIZ Awards e 4 XRCO Awards.

## Trama

### Prima stagione
A detta di tutti, Emma Marx (Penny Pax) è una donna bella, sicura di sé e ben adattata. Sfortunatamente, quando si tratta di amore e romanticismo, ha trovato tutte le sue precedenti relazioni un po' di routine e banali. All'improvviso, tutto cambia grazie all'incontro casuale con Mr. Fredricks (Richie Calhoun), un uomo bello e misterioso. Lui la introduce in un mondo che lei aveva solo osato fantasticare: un mondo di sesso erotico, giochi di ruolo e BDSM. Si chiede come un uomo possa così facilmente eliminare le sue inibizioni e sostituirle con lussuria e desiderio. Com'è possibile che lui abbia un tale controllo su di lei? Perché le piace così tanto? Il suo viaggio alla scoperta di sé e al risveglio sessuale, tuttavia, potrebbe avere un prezzo. Cosa succede quando l'amore più grande che tu abbia mai conosciuto ti costringe ad affrontare il tuo più grande ostacolo: te stesso?

### Seconda stagione
Quando viene stilato un nuovo contratto che definisce i parametri della loro relazione BDSM, Emma si rende conto che il signor Frederick è tutt'altro che prevedibile. Con le nuove regole che la spingono oltre i suoi limiti emotivi e sessuali, Emma si ritrova coinvolta in un vortice di eccitazione erotica. Ma quando qualcuno del passato del signor Frederick riemerge, lei deve affrontare i suoi demoni interiori e decidere se è capace di una relazione che sfida i confini che ha definito per se stessa.

### Terza stagione
La relazione tra Emma e il signor Frederick raggiunge un livello elevato di intensità e intimità quando la sua carriera li porta ad Atlanta, in Georgia. Il cambio di scenario offre loro un nuovo mondo erotico da esplorare, pieno di avventure, passione e un livello di fiducia che i due non avevano mai conosciuto prima. Ma, quando la vita di Emma prende improvvisamente una svolta inaspettata, lei si chiede se è davvero tagliata per una relazione BDSM. Vulnerabile, incerta e completamente esposta, dovrà navigare in un mondo che inizia a sfidare tutto ciò che ha mai conosciuto.

### Quarta stagione
Dalla morte del suo primo dominatore, William Frederick, Emma ha lottato per adattarsi alla vita da sottomessa senza di lui. Incapace di stabilire legami duraturi con altri uomini, Emma sceglie di abbandonare completamente quello stile di vita. Ma il suo mondo viene sconvolto quando incontra Mariah, una giovane donna impertinente desiderosa di esplorare il mondo BDSM. Vedendo gran parte di se stessa in questa giovane donna, Emma si assume la responsabilità di educare Mariah sulla vita da sottomessa e si offre volontaria per agire come sua dominatrice temporanea. Tuttavia, le cose si complicano quando Mariah si affeziona ad Emma e vuole che il loro accordo diventi permanente. Riuscirà Emma ad allontanarsi dalla vita che ha sempre amato e da una ragazza che ha un disperato bisogno di lei? O c'è di più nel mondo BDSM per Emma di quanto abbia mai realizzato?

## Riconoscimenti
AVN Awards
- 2014 - Best BDSM Release[9]
- 2014 - Best Supporting Actress a Riley Reid[10]
- 2016 – Best Actress per The Submission of Emma Marx: Boundaries a Penny Pax[11]
- 2016 - Best BDSM Movie[12]
- 2016 - Best Editing[13]
- 2016 - Best Screenplay[14]
- 2017 - Best Cinematography[15]
- 2017 - Best Director - Feature per The Submission Of Emma Marx: Exposed a Jacky St. James[16]
- 2017 - Best Editing[17]
- 2017 - Best Screenplay[18]
- 2017 - Best Soundtrack[19]

XBIZ Awards
- 2016 - Best Supporting Actress per The Submission of Emma Marx:Boundaries  a Riley Reid[20]
- 2016 - Screenplay of the Year[21]
- 2016 - Best Editing[22]
- 2018 - Best Actress - Feature Release per The Submission Of Emma Marx: Evolved a Penny Pax [23]
- 2018 - Screenplay of the Year[24]

XRCO Awards
- 2014 - Best Release[25]
- 2014 - Best Actor a Richie Calhoun[26]
- 2016 – Best Actress per The Submission of Emma Marx 2: Boundaries a Penny Pax[27]
- 2018 - Best Release[28]

NightMoves Award
- 2018 - First Choice Awards[29]